# XXII Universiade
La XXII Universiade estiva (2003년 하계 유니버시아드) si è svolta a Taegu, in Corea del Sud, dal 21 al 31 agosto 2003. Hanno partecipato atleti di 174 nazioni, per competere in discipline di 14 differenti sport, per un totale di 185 gare.
Le cerimonie di apertura e chiusura dei Giochi si sono svolte al Daegu World Cup Stadium.

## Immagine dei Giochi

### Logo
Il logo della manifestazione rappresenta una U disegnata da cinque strisce colorate che riprendono i colori delle cinque stelle simbolo del FISU. Ognuna delle cinque strisce simboleggia rispettivamente: il sogno, il progresso, l'uguaglianza, l'ecologia e l'unità (riprendendo cos anche il motto delle Universiadi Dream for Unity - Sogna per l'Unità). Le cinque strisce colorate inoltre rimandano alle industrie tessili della città di Taegu

### Mascotte
La mascotte Dreami simboleggia lo spirito della XXIII Olimpiade: l'arcobaleno di colori vuole collegarsi idealmente all'industria tessile e della moda della città coreana, mentre le forme cibernetiche e futuristiche del personaggio vogliono rappresentare la creatività e il futuro, il quale è una grande sfida per le nuove generazioni.

## Programma

### Sedi di Gara
- Taegu
  - Daegu World Cup Stadium - Cerimonie di apertura e chiusura, Calcio
  - Daegu Municipal Stadium - Calcio
  - Suseong District Stadium - Calcio
  - Riverside Football Ground - Calcio
  - Daegu Citizens' Gymnasium - Pallacanestro
  - Junghwa Girls' High School Gymnasium - Pallacanestro
  - Yeungnam High School Gymnasium - Pallacanestro
  - Daegu Gymnasium - Pallavolo
  - Yeungnam College of Science & Technology Gymnasium - Pallavolo
  - Daegu I1 Junior High School Gymnasium - Pallavolo
  - Daegu EXCO (Exhibition & Convention) Center - Scherma
  - Keimyung University Gymnasium - Ginnastica artistica
  - Piscina Duryu - Nuoto, Tuffi
  - Piscina della Daegu Athletic High School - Pallanuoto
  - Universiade Tennis Court - Tennis
  - Kyungbuk High School Gymnasium - Taekwondo
  - Keimyung College Sports Stadium - Jūdō
- Andong
  - Andong Gymnasium - Pallacanestro
- Gyeongju
  - Gyeongju Gymnasium - Ginnastica ritmica
  - Sorabol College Gymnasium - Pallacanestro
- Gyeongsan
  - Kyungil University Gymnasium - Pallavolo
  - Catholic University of Daegu Gymnasium - Pallavolo
- Gimcheon
  - Gimcheon Main Stadium - Calcio
- Gumi
  - Gumi Citizens' Stadium - Calcio
  - Park Chung Hee Gymnasium - Pallacanestro
- Yecheon
  - Yecheon Jin Ho International Archery Field - Tiro con l'arco
- Yeongcheon
  - Yeongcheon Gymnasium - Pallavolo

## Discipline sportive

### Obbligatorie
- Sport acquatici
  -  Tuffi (dettagli) (12)
  -  Nuoto (dettagli) (40)
  -  Pallanuoto (dettagli) (1)
- Atletica leggera (dettagli) (45)
- Pallacanestro (dettagli) (2)
- Scherma (dettagli) (12)
- Calcio (dettagli) (2)
- Ginnastica
  -  Ginnastica artistica (dettagli) (14)
  -  Ginnastica ritmica (dettagli) (8)
- Tennis (dettagli) (5)
- Pallavolo (dettagli) (2)

### Opzionali
- Tiro con l'arco (dettagli) (8)
- Judo (dettagli) (18)
- Taekwondo (dettagli) (16)

## Medagliere
| Pos.   | Paese                |     |     |     | Totale |
| ------ | -------------------- | --- | --- | --- | ------ |
| 1      | Cina                 | 41  | 27  | 13  | 81     |
| 2      | Russia               | 26  | 22  | 34  | 82     |
| 3      | Corea del Sud        | 26  | 12  | 17  | 55     |
| 4      | Ucraina              | 23  | 15  | 17  | 55     |
| 5      | Giappone             | 13  | 13  | 21  | 47     |
| 6      | Francia              | 8   | 8   | 4   | 20     |
| 7      | Gran Bretagna        | 8   | 3   | 6   | 17     |
| 8      | Stati Uniti          | 5   | 13  | 18  | 36     |
| 9      | Corea del Nord       | 3   | 8   | 3   | 14     |
| 10     | Polonia              | 3   | 4   | 3   | 10     |
| 11     | Taipei cinese        | 3   | 3   | 5   | 11     |
| 12     | Bielorussia          | 3   | 3   | 4   | 10     |
| 13     | Germania             | 3   | 2   | 8   | 13     |
| 14     | Ungheria             | 3   | 2   | 7   | 12     |
| 15     | Rep. Ceca            | 3   | 0   | 3   | 6      |
| 16     | Australia            | 2   | 5   | 5   | 12     |
| 16     | Italia               | 2   | 5   | 5   | 12     |
| 18     | Kazakistan           | 2   | 4   | 0   | 6      |
| 19     | Sudafrica            | 2   | 1   | 2   | 5      |
| 20     | Uzbekistan           | 2   | 0   | 1   | 3      |
| 21     | Spagna               | 1   | 4   | 8   | 13     |
| 22     | Brasile              | 1   | 2   | 8   | 11     |
| 23     | Romania              | 1   | 2   | 4   | 7      |
| 24     | Paesi Bassi          | 1   | 1   | 2   | 4      |
| 25     | Marocco              | 1   | 1   | 1   | 3      |
| 25     | Serbia e Montenegro  | 1   | 1   | 1   | 3      |
| 27     | Lettonia             | 1   | 0   | 0   | 1      |
| 27     | Moldavia             | 1   | 0   | 0   | 1      |
| 29     | Messico              | 0   | 3   | 2   | 5      |
| 30     | Finlandia            | 0   | 3   | 1   | 4      |
| 31     | Slovacchia           | 0   | 2   | 3   | 5      |
| 32     | Iran                 | 0   | 2   | 2   | 4      |
| 33     | Slovenia             | 0   | 2   | 0   | 2      |
| 33     | Turchia              | 0   | 2   | 0   | 2      |
| 35     | Canada               | 0   | 1   | 2   | 3      |
| 35     | Svizzera             | 0   | 1   | 2   | 3      |
| 35     | Estonia              | 0   | 1   | 2   | 3      |
| 38     | Cuba                 | 0   | 1   | 1   | 2      |
| 38     | Irlanda              | 0   | 1   | 1   | 2      |
| 40     | Danimarca            | 0   | 1   | 0   | 1      |
| 40     | Uganda               | 0   | 1   | 0   | 1      |
| 42     | Croazia              | 0   | 0   | 3   | 3      |
| 42     | Thailandia           | 0   | 0   | 3   | 3      |
| 44     | Israele              | 0   | 0   | 2   | 2      |
| 45     | Armenia              | 0   | 0   | 1   | 1      |
| 45     | Giamaica             | 0   | 0   | 1   | 1      |
| 45     | Mongolia             | 0   | 0   | 1   | 1      |
| 45     | Malaysia             | 0   | 0   | 1   | 1      |
| 45     | Austria              | 0   | 0   | 1   | 1      |
| 45     | Grecia               | 0   | 0   | 1   | 1      |
| 45     | Cipro                | 0   | 0   | 1   | 1      |
| 45     | Bahamas              | 0   | 0   | 1   | 1      |
| 45     | Bosnia ed Erzegovina | 0   | 0   | 1   | 1      |
| Totale | Totale               | 189 | 182 | 233 | 604    |